# Estación de Universidad (Metrorrey)
La estación Universidad (también conocida como Metro Universidad) es una estación  del Metro de Monterrey. Está ubicada al sur de la Avenida Universidad en el municipio de San Nicolás. Fue inaugurada el 31 de octubre de 2007. Fue la estación terminal de la línea durante un año, hasta que se inauguró el tramo hasta la estación Sendero en 2008. Volvió a ser terminal de la línea, esta vez de manera provisional, en 2023 durante seis meses mientras concluían los trabajos de reforzamiento hacia la estación Sendero.
La estación Universidad presta servicio la comunidad de la Universidad Autónoma de Nuevo León proporcionándoles un método de transporte rápido, confiable y eficaz. La estación también es la más cercana al Estadio Universitario, el hogar de los Tigres de la Universidad Autónoma de Nuevo León.
Permaneció cerrada desde la noche del 5 de diciembre de 2022, esto derivado de la clausura del tramo elevado de la línea 2 tras encontrar diversos daños estructurales en los capiteles del mismo. El servicio fue reanudado el 29 de marzo de 2023 por la mañana tras un evento de reinauguración, tras su reapertura comenzó a tener conexión al sistema TransMetro. Desde este día hasta el 11 de octubre fungió como estación terminal de la línea, esto mientras concluía el trabajo de reforzamiento hacía la estación Sendero.
Su icono está representado por la Flama de la verdad, símbolo de la Universidad Autónoma de Nuevo León. El nombre de la estación se debe a que se encuentra en los límites del campus principal de dicha universidad; junto a la torre de rectoría en la Ciudad Universitaria.

## Galería

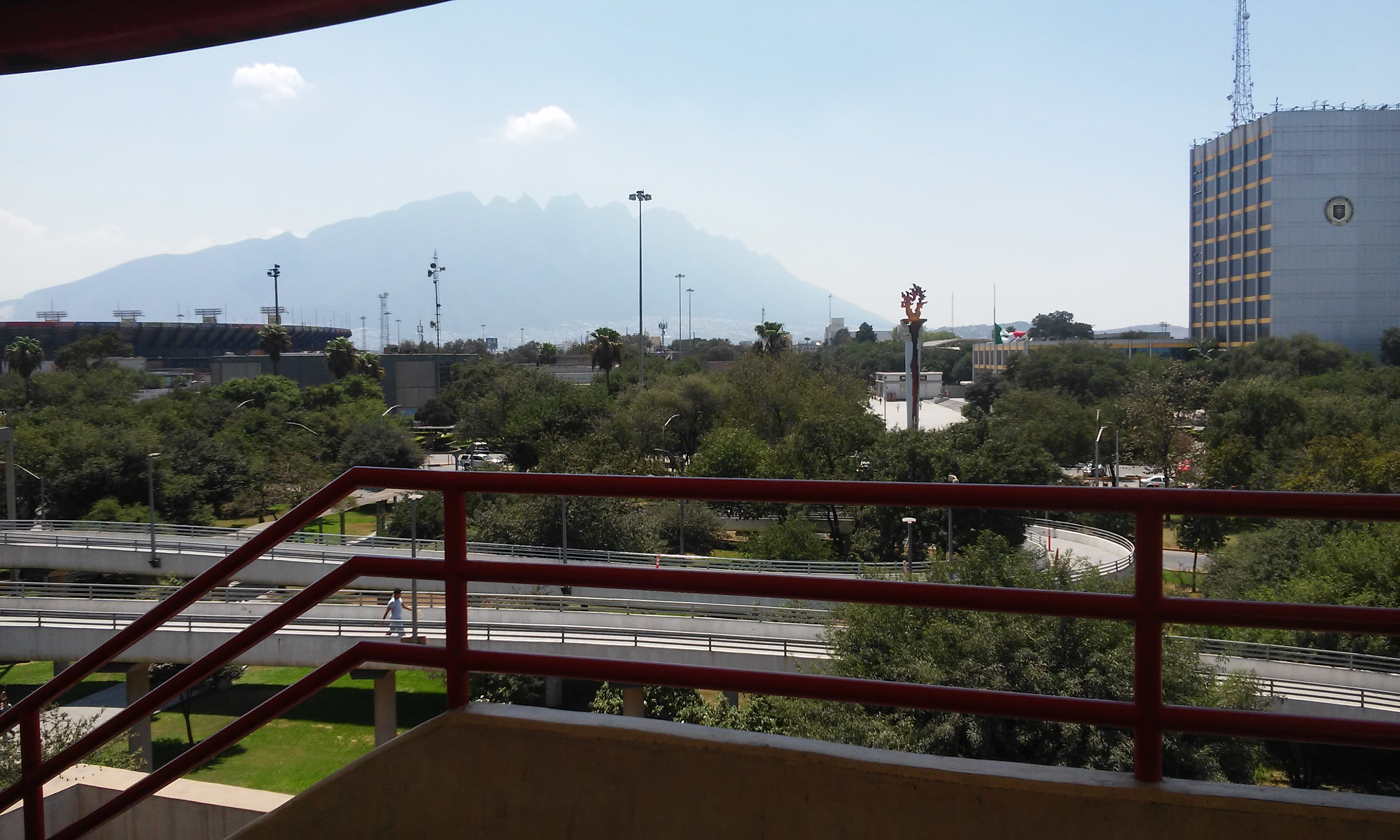
Vista de la estación Universidad, Estadio Universitario (izquierda) y la Torre de Rectoría (derecha).

## Conexión al TransMetro
La estación enlaza con 3 rutas de Transmetro:
- Asarco: Su recorrido inicia por la Av. Múnich para después tomar la Av. Vicente Guerrero, haciendo también conexión con la estación Asarco de la Ecovía hasta llegar por la Av. Colon en el Centro de la ciudad para después seguir por Av. Juárez hasta la Calle Ocampo como también con conexión a las estaciones Padre Miér y Zaragoza, pasando por el Palacio Municipal y el Palacio de Gobierno hasta Aramberri, como también otros puntos por dónde pasa es la Torre Administrativa y el Parque Fundidora hacia con dirección a toda la Av. Revolución hacia el Campus Mederos de la UANL.
- Las Puentes: Recorre la Av. Universidad hasta el centro de San Nicolás, brindando servicio a este último así como a los distintos sectores de la colonia Las Puentes que están sobre las avenidas Las Puentes, Pico Bolívar y Cordillera de los Andes en el municipio de San Nicolás de los Garza.
- Santo Domingo: Recorre la Av. Universidad hasta el centro de San Nicolás mediante la calle Nicolás Bravo, posteriormente toma la Av. Arturo B. de la Garza para incorporarse por Av. Santo Domingo, recorre esta última hasta girar en la Av. Diego Díaz de Berlanga para terminar su recorrido en el cruce de esta última con Av. Anillo Eléctrico.

En un futuro se espera enlazar la estación con la nueva ruta de TransMetro Universidad - República Mexicana, la cual correrá por Av. Nogalar hasta tomar Av. San Nicolás / República Mexicana y retornará en el cruce de esta con Av. Concordia, actualmente se encuentra en fase de licitación.

## Sitios de interés
- Universidad Autónoma de Nuevo León
- Estadio Universitario (El Volcán)
- Ternium